# Люльчак, Василий Иустинович
Василий Иустинович Люльчак — советский хозяйственный, государственный и политический деятель.

## Биография
Родился в 1911 году на станции Слободка. Член КПСС.
С 1934 года — на хозяйственной, общественной и политической работе. В 1934—1983 гг. — заведующий учебной частью Харьковского
энергетического техникума, начальник монтажного участка электростанции Наркомхоза республики, начальник производственного отдела Наркомпищепрома, инженер, главный инженер, директор дизельной электростанции Минкомхоза Таджикской ССР, заместитель министра коммунального хозяйства Таджикской ССР, управляющий энергокомбинатом Министерства электростанций СССР, заместитель председателя Сталинабадского горисполкома депутатов трудящихся, заместителем министра коммунального хозяйства республики, начальником управления Таджикэнерго Совнархоза Таджикской ССР, начальник Главного управления энергетики и электрификации при Совете Министров Таджикской ССР, начальник Главного производственного управления энергетики и электрификации Таджикской ССР.
Избирался депутатом Верховного Совета Таджикской ССР 8-10-го созывов.
Умер после 1990 года.